# Bernd Schilcher

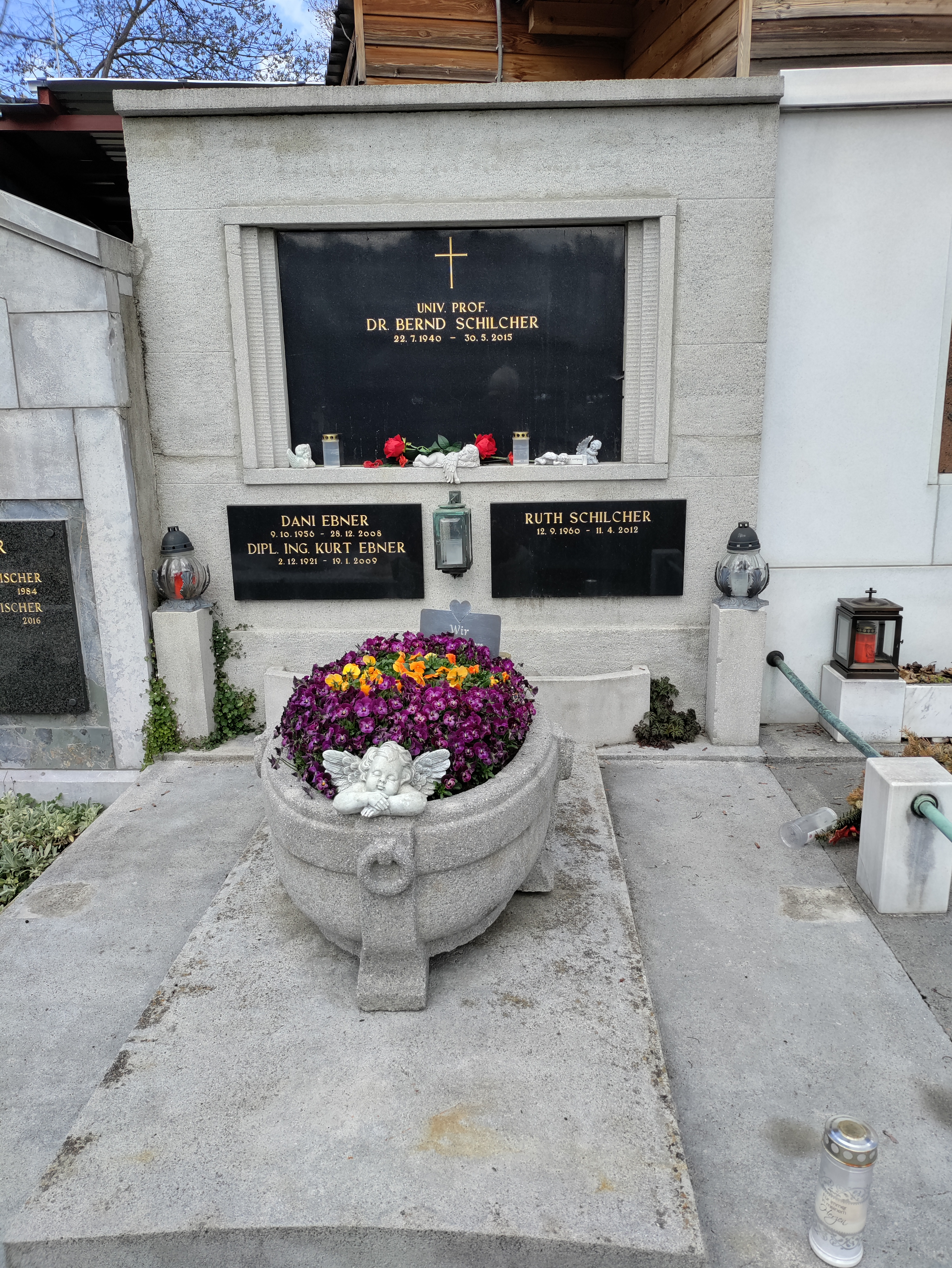
Grab am St. Leonhardfriedhof in Graz

Bernd Schilcher (* 22. Juli 1940 in Graz; † 29. Mai 2015) war ein österreichischer Politiker (ÖVP) und Hochschullehrer. Er war von 1976 bis 1993 Landtagsabgeordneter in der Steiermark und von 1978 bis 2003 Professor für Bürgerliches Recht an der Universität Graz.

## Leben
Bernd Schilcher studierte ursprünglich Medizin, wechselte aber später zu einem Studium der Rechtswissenschaft an der Universität Graz. 1964 erfolgte die Promotion zum Dr. iur. bei Walter Wilburg, dessen Assistent er war. 1975 habilitierte er sich für Privatrecht. 1978 wurde er zum Ordinarius für Bürgerliches Recht an die Universität Graz berufen, wo er von 1996 bis 2001 Vorstand des Instituts für Bürgerliches Recht und von 1999 bis 2001 Vize-Studiendekan war. An der Rutgers School of Law in Camden, New Jersey hatte er eine Gastprofessur inne. 2003 ging er in den Ruhestand.
Von 1976 bis 1993 war er für die ÖVP Abgeordneter im steirischen Landtag, von 1985 bis 1989 hatte er auch die Funktion des steirischen ÖVP-Klubobmanns inne. Von 1974 bis 1991 vertrat er die Steiermark im ORF-Kuratorium. 
Von 1989 bis 1996 war er Amtsführender Präsident des Landesschulrates für Steiermark. Im Jahr 2007 wurde er von Bildungsministerin Claudia Schmied zum Vorsitzenden der Expertenkommission, die das Konzept Neue Mittelschule erarbeitete und bis 2009 tätig war, ernannt. 2011 war er einer der Promotoren des von Hannes Androsch initiierten Volksbegehrens Bildungsinitiative. In dem 2014 erschienenen Buch Geisterstunde – Die Praxis der Unbildung kritisierte Philosophie-Professor Konrad Paul Liessmann Schilchers Rolle als Bildungsexperte.
Bernd Schilcher war dreimal verheiratet, in erster Ehe mit Gerlinde Schilcher, die unter dem Pseudonym Judith Jannberg den mehrfach neu aufgelegten Bestseller Ich bin ich (1980) über ihre Ehe mit einem Politiker schrieb.

## Auszeichnungen
- Großes Goldenes Ehrenzeichen des Landes Steiermark[12]

## Schriften (Auswahl)
- Zwischen Pragmatismus und Ideologie. Steirische Beiträge zur Grundlagendiskussion der ÖVP. ÖVP – Landesparteitag Steiermark, Graz 1972.
- Theorie der sozialen Schadensverteilung (= Schriften zum Bürgerlichen Recht. Bd. 42). Duncker und Humblot, Berlin 1977, ISBN 3-428-03989-0 (Zugleich: Graz, Universität, jur. Habilitations-Schrift, 1975).
- mit Heinz Krejci und Viktor Steininger: Konsumentenschutzgesetz, ABGB und Verfahrensrecht. Manz, Wien 1978, ISBN 3-214-06815-6.
- als Herausgeber mit Peter Koller und Bernd-Christian Funk: Regeln, Prinzipien und Elemente im System des Rechts (= Juristische Schriftenreihe. Bd. 125). Wien, Verlag Österreich 2000, ISBN 3-7046-1253-7.
- Bildung nervt! Warum unsere Kinder den Politikern egal sind. Wien, Ueberreuter 2012, ISBN 978-3-8000-7530-0.